# 久世広寛
久世 広寛（くぜ ひろのり/ひろとお、宝永元年（1704年） - 明和7年1月24日（1770年2月19日））は、江戸時代中期の旗本。久世広隆の子。幼名は長吉。官位は従五位下、長門守。室は大村純長の娘。継室は内藤正友の娘。子に織田信倉室、久世広景。
享保2年（1717年）11月2日に家督を継ぎ、14歳の時に将軍徳川吉宗に拝謁する。定火消になり、寛保元年（1741年）9月21日、百人組組頭となり、延享2年（1745年）9月小姓組番頭に昇進し、同年10月18日に従五位下、長門守に叙任された。その後は御書院番頭、宝暦9年（1759年）10月21日駿府城代（ - 明和元年（1764年）6月24日）となるなどし、明和7年（1770年）1月24日に67歳で没する。